# Majestic Chess
Majestic Chess (ou Hoyle Majestic Chess, d'après le nom d'Edmond Hoyle) est un jeu vidéo d'échecs développé par Fluent et sorti en 2003 sur Windows. Une version Xbox était prévue mais a été annulée.

## Accueil
- Jeuxvideo.com : 12/20[1]